# لاسوویتسه (استان اوپوله)
لاسوویتسه (به لهستانی: Lasowice) یک منطقهٔ مسکونی در لهستان است که در گمینا اوتموخوو واقع شده‌است. لاسوویتسه ۱۷۰ نفر جمعیت دارد.